# Tucurui
Tucuruí – hydroelektrownia położona na rzece Tocantins w Brazylii w stanie Pará. Budowę rozpoczęto w roku 1976, a została uruchomiona w roku 1986, jej maksymalna moc została oszacowana na 7960 MW. W wyniku budowy zapory powstało największe sztuczne jezioro w Brazylii o pojemności 45,8 mld m³ i powierzchni 2430 km². W roku 2006 maksymalna moc hydroelektrowni została zwiększona do 8370 MW. 